# Mitúrgids
Els mitúrgids (Miturgidae) són una família d'aranyes araneomorfes. La picada d'aquestes aranyes és, en general, perillosa per als éssers humans perquè el seu verí és citotòxic.
Algun gènere, com Syspira, que viu als EUA i Mèxic, té una lleugera semblança amb els licòsids. La seva distribució és molt extensa, trobant-se pràcticament a tot el món excepte a la part més septentrional.

## Sistemàtica
Els darrers anys els canvis són considerables. Per exemple, amb la informació recollida fins al 2 de novembre de 2006 i hi havia descrits 26 gèneres i 351 espècies; d'elles, 193 pertanyien al gènere Cheiracanthium. Segons el World Spider Catalog amb data del 24 de desembre de 2018, hi ha reconeguts 29 gèneres i 138 espècies i Cheiracanthium ja no en forma part:
- Argoctenus  L. Koch, 1878
- Diaprograpta  Simon, 1909
- Elassoctenus  Simon, 1909
- Eupograpta  Raven, 2009
- Hestimodema  Simon, 1909
- Israzorides  Levy, 2003
- Mituliodon  Raven & Stumkat, 2003
- Miturga  Thorell, 1870
- Mitzoruga  Raven, 2009
- Nuliodon  Raven, 2009
- Odomasta  Simon, 1909
- Pacificana  Hogg, 1904
- Palicanus  Thorell, 1897
- Parapostenus  Lessert, 1923
- Prochora  Simon, 1886
- Pseudoceto  Mello-Leitão, 1929
- Simonus  Ritsema, 1881
- Syrisca  Simon, 1886
- Syspira  Simon, 1895
- Systaria  Simon, 1897
- Tamin  Deeleman-Reinhold, 2001
- Teminius  Keyserling, 1887
- Thasyraea  L. Koch, 1878
- Tuxoctenus  Raven, 2008
- Voraptus  Simon, 1898
- Xantharia  Deeleman-Reinhold, 2001
- Zealoctenus  Forster & Wilton, 1973
- Zora  C. L. Koch, 1847
- Zoroides  Berland, 1924

FòssilsSegons el World Spider Catalog versió 19.0 (2018), existeixen una espècie fòssil: * †Zorapostenus Wunderlich, 2008.